# Église Saint-Étienne de Crain
Pour les articles homonymes, voir Église Saint-Étienne et Saint-Étienne (homonymie).
L'église Saint-Étienne est une église catholique située sur la commune de Crain dans le département de l'Yonne, en France.

## Historique
L'édifice est inscrit au titre des monuments historiques en 2003 et 2006.

## Valorisation du patrimoine
En 2015, l'Association de sauvegarde du patrimoine de Crain a publié un livre consacré à l'église.